# شین ایچیرو میکی
شین ایچیرو میکی (انگلیسی: Shin-ichiro Miki; ۱۸ مارس ۱۹۶۸ – ) صداپیشه اهل ژاپن بود. وی از سال ۱۹۸۹ میلادی تاکنون مشغول فعالیت بوده‌است.